# Ćukovine
Ćukovine (en serbe cyrillique : Ћуковине) est un village de Serbie situé dans la municipalité de Koceljeva, district de Mačva. Au recensement de 2011, il comptait 319 habitants.

## Démographie
| 1948 | 1953 | 1961 | 1971 | 1981 | 1991 | 2002 | 2011 |
| ---- | ---- | ---- | ---- | ---- | ---- | ---- | ---- |
| 833  | 888  | 822  | 752  | 591  | 441  | 375  | 319  |

|  |